# Миша Вацић
Миша Вацић (Београд, 5. јун 1985) српски је политичар и економиста. Председник је екстремно-десне политичке организације Српска десница. Једно време је био запослен као сарадник Канцеларије за Косово и Метохију Владе Републике Србије. Кандидовао се на изборима за председника Републике Србије 2022. године.

## Биографија

### Младост
Рођен је 1985. године у Београду. Када му је било 16 година, са породицом се преселио у Немачку, где је завршио средњу и вишу економску школу. По повратку у Србију 2004. године, уписао је студије на Правном факултету Универзитета у Београду, али никада није дипломирао. Касније је диплому нострификовао и стекао звање струковног економисте на Београдској пословној школи.

### Политичка каријера

#### 1389
Од 2004. године, Вацић је био активан у десничарским организацијама, попут Покрета 1389, чији је најпре био портпарол, а затим је одвојио део организације и основао Српски народни покрет 1389, те постао његов председник. Јавности је постао познат 2007. године, када је као представник Покрета 1389, заједно са тадашњим генералним секретаром Српске радикалне странке Александром Вучићем, преко табли са именом Булевара Зорана Ђинђића на Новом Београду прелепљивао налепнице на којима је писало "Булевар Ратка Младића".
Вацић је ухапшен у септембру 2008. година, када је група од двадесетак младића са хируршким маскама и капуљачама напала учеснике Квир фестивала на излазу Културног центра „Рекс“ у Београду. Том приликом повређено је троје учесника фестивала. Један амерички држављанин задобио је прелом руке и потрес мозга, а повређене су и две девојке из Србије. Приликом подношења захтева за забрану СНП 1389, Републичко јавно тужилаштво је навело овај догађај као један од разлога за забрану, као и да је Вацић тада ухапшен, као и да су у његовом стану пронађени пиштољ, муниција, панцир и фантомке.
Вацић је 2011. године почео са прикупљањем потписа за пререгистрацију СНП 1389 у политичку партију, до чега на крају није дошло. На локалним изборима у Градској општини Нови Београд 2012. године, СНП 1389 је предао изборну листу чији је Вацић био носилац.
На ванредним изборима за одборнике Скупштине града Београда 2014. године, Вацић је био последњи кандидат изборне листе Патриотизам у парламент - 1389 - Миша Вацић. Листа је освојила свега 644 гласа, односно 0,08% и није прешла цензус. Након лошег изборног резултата, Вацић је најавио напуштање челног места у покрету.

#### Канцеларија за Косово и Метохију
Крајем 2016. године, медији су пренели да је Вацић запослен као саветник директора Канцеларије за Косово и Метохију Владе Републике Србије. Да је Вацић запослен, потврдио је и директор Канцеларије за КиМ Марко Ђурић, али је демантовао да је његов саветник, већ да је запослен по основу уговора о делу. Вацић је 2017. године фотографисан у возу који је из Београда кренуо за Косовску Митровицу. Он је воз напустио већ у Рашкој, а уследила је криза пошто власти из Приштине нису желеле да пусте воз.
У интервјуу за Н1 са Мињом Милетић, Вацић је изнео низ контрадикторних информација и наступао је врло конфузно. Услед медијског притиска, директор Канцеларије Ђурић је саопштио да је раскинут уговор о делу са Вацићем.

#### Српска десница
У јануару 2018. године, Вацић је основао организацију Српска десница. Оснивачкој скупштини је присуствовао и Миленко Јованов, члан Председништва Српске напредне странке, што је указало на повезаност са владајућом странком.
На локалним изборима у општини Медвеђа, септембра 2019. године, Српска десница је освојила 6,5% гласова и тако освојила један одборнички мандат у Скупштини општине.
Вацић се кандидовао на изборима за председника Републике Србије 2022. године. На изборима за председника освојио је 32.947, односно свега 0,87% важећих гласова.
У новембру 2023 Министарство финансија Сједињених Држава увело је Миши Вацићу снакције Како се наводи санкције су уведене јер америчке власти Вацића повезују с активностима које подривају мир, безбедност, политичку стабилност или територијални интегритет САД, њених савезника и партнера у корист Руске Федерације. Реагујући на санкције Вацић је изјавио да му је „част да се налази на листи“ и да га санкције „ни најмање на потресају“, јер како је навео нема „ниједан пени, форинту, шилинг или динар“ код њих.
На изборима за одборнике Скупштине града Београда 2023. Вацић се кандидовао на листи „Да се војска на Косово врати“. Листа није прешла цензус од 3% освојивши свега 0,27% одсто важећих гласова, односно 2.531 гласова.